# 马纳帕卡姆
马纳帕卡姆（Manapakkam），是印度泰米尔纳德邦Kancheepuram县的一个城镇。总人口8590（2001年）。

## 人口
该地2001年总人口8590人，其中男性4466人，女性4124人；0—6岁人口946人，其中男490人，女456人；识字率72.96%，其中男性为76.82%，女性为68.77%。